# Eurocode 7
Der Eurocode 7 (oft kurz EC 7) ist die Bezeichnung der europäischen Norm EN 1997 mit dem Titel Entwurf, Berechnung und Bemessung in der Geotechnik und Bestandteil der Reihe der Eurocodes.
Die EN 1997, die durch die Mitgliedsstaaten des Europäischen Komitees für Normung (CEN) jeweils als nationale Norm übernommen wurde, untergliedert sich in Teil 1 Allgemeine Regeln und Teil 2 Erkundung und Untersuchung des Baugrunds. Zur Anwendung kommt die Norm immer in Verbindung mit dem Eurocode 0, der die Grundlagen der Tragwerksplanung festlegt. Ausdrücklich kein Bestandteil des EC 7 ist der erdbebensichere Entwurf. Dazu wird in Teil 1 der EN 1997 auf den Eurocode 8 verwiesen, dessen Regeln u. a. den EC 7 um die Aspekte des erdbebensicheren Bauens ergänzt.
Die aktuelle deutsche Fassung der Norm ist die DIN EN 1997 mit ihren zwei Teilen (Teil 1 von März 2014 und Teil 2 von Oktober 2010), den entsprechenden nationalen Anhängen (jeweils von Dezember 2010).